# Джек Гейлі
Джек Гейлі (англ. Jack Haley; 10 серпня 1898 — 6 червня 1979) — американський актор.
Народився в Бостоні в родині Джона Джозефа Гейлі і його дружини Елен Керлі, яка мали ірландське коріння. Коли він був ще дитиною, його родина, де крім нього було ще п'ятеро дітей, часто переїжджала з міста в місто і нарешті осіла в штаті Індіана. Його кар'єра почалася з участі в водевілях, а в 1927 році відбувся його дебют в кіно, де наступні роки він часто знімався в музичних комедіях, таких як «Бідна, маленька багата дівчинка» (1936), «Шкіряний парад» (1936), «Ребекка з ферми Саннібрук» "(1938) і «Регтайм Бенд Олександра» (1938).
Зоряною для Гейлі стала роль Залізного Дроворуба у знаменитій картині Віктора Флемінга «Чарівник країни Оз» в 1939 році. Під час зйомок для його гриму використовувався макіяж, що містить алюмінієвий пил, через яку актор отримав інфекцію очей і провів в лікарні кілька днів. Гейлі продовжував зніматися на великому екрані до кінця 1940-х, після чого перемістився на телебачення, де періодично з'являвся до 1977 року. Він також часто давав інтерв'ю про зйомки в «Чарівника країни Оз», і разом зі своїми колегами по фільму брав участь у багатьох документальних фільмах і телепередачах, присвячених картині.
У 1921 році актор одружився з Флоренс Макфадден. Дружина народила сина Джека Гейлі молодшого (став успішним продюсером) і дочку Глорію. У 1970-ті роки його син був одружений з Лайзою Міннеллі, дочкою Джуді Гарленд, з якою він знімався в «Чарівнику країни Оз».
Гейлі був прихильником католицизму і парафіянином приходу Доброго пастиря в Беверлі-Гіллз.
Джек Гейлі помер в Лос-Анджелесі в червні 1979 року від серцевого нападу у віці 80 років. Похований на кладовищі Святого хреста в Калвер-Сіті. Його внесок в кіноіндустрію США відзначений зіркою на Голлівудській алеї слави.